# Buffalo (Wyoming)
Buffalo és la ciutat i seu del Comtat de Johnson (Wyoming) dels Estats Units d'Amèrica.

## Demografia
Segons el cens dels Estats Units del 2000 Buffalo tenia 3.900 habitants, 1.718 habitatges, i 1.042 famílies. La densitat de població era de 426,6 habitants/km².
Dels 1.718 habitatges en un 26,1% hi vivien nens de menys de 18 anys, en un 48,8% hi vivien parelles casades, en un 8,4% dones solteres, i en un 39,3% no eren unitats familiars. En el 35,3% dels habitatges hi vivien persones soles el 16,1% de les quals corresponia a persones de 65 anys o més que vivien soles. El nombre mitjà de persones vivint en cada habitatge era de 2,21 i el nombre mitjà de persones que vivien en cada família era de 2,88.
Per edats la població es repartia de la següent manera: un 23,1% tenia menys de 18 anys, un 5,6% entre 18 i 24, un 22,6% entre 25 i 44, un 27,1% de 45 a 60 i un 21,5% 65 anys o més.
L'edat mediana era de 44 anys. Per cada 100 dones de 18 o més anys hi havia 89,4 homes.
La renda mediana per habitatge era de 29.392 $ i la renda mediana per família de 40.683 $. Els homes tenien una renda mediana de 28.716 $ mentre que les dones 19.688 $. La renda per capita de la població era de 19.054 $. Entorn del 6,7% de les famílies i el 10,4% de la població estaven per davall del llindar de pobresa.

## Poblacions properes
El següent diagrama mostra les poblacions més properes.